# Arachnospila eoabnormis
Arachnospila eoabnormis (лат.) — вид дорожных ос рода Arachnospila (Pompilidae). Дальний Восток России.

## Описание
Мелкого размера красно-чёрная дорожная оса. Длина 5—6 мм. Самец этого вида легко отличается от других самцов группы Arachnospila (Ammosphex) abnormis (гипопигий вентро-преапикально с пучком длинных прямых волосков медиально) вогнутым или плоским гипопигием без какого-либо ряда волосков или щетинок базо-латерально и без медианного киля. Самка этого вида очень похожа на самку Arachnospila (Ammosphex) subvittata (F. Morawitz, 1889), но отличается тем, что 2-я ячейка переднего крыла равна 3-й (2-я ячейка шире 3-й у A. subvittata).

## Распространение и экология
Этот вид встречается в России: отмечен на Дальнем Востоке (Амурская область, Приморский край). Населяет песчаные берега вдоль рек, озёр и у моря.